# Історія однієї більярдної команди
«Історія однієї більярдної команди» (рос. История одной бильярдной команды) — радянський художній фільм 1988 року, знятий на кіностудії «Мосфільм».

## Сюжет
Дія цієї притчі відбувається в обумовленому місці умовної держави, куди потрапляє засланець Пачо. Герой робить все для того, щоб уберегти ще цнотливе населення від згубного впливу суспільства споживання.

## У ролях
- Сергій Газаров — Пачо Пальма, засланець-революціонер
- Іслам Казієв — сержант Санчес
- Семен Фарада — Суніга, учитель
- Сергій Векслер — Мамерто, рятувальник
- Михайло Лакшин — Фабіо, дзвонар
- Сергій Шкаліков — Рупі, рибалка
- Володимир Татосов — дон Чезаре, господар бару
- Юрій Катін-Ярцев — отець Августин, священик
- Ніна Тер-Осіпян — донья Саріта
- Ігор Золотовицький — лейтенант
- Наталія Коломіна — Бриджитт, дочка Саріта, повія
- Марія Капніст — Аманда, ворожка
- Валентин Голубенко — Тарзан, син Аманди
- Світлана Тома — Леонора, вдова
- Едгар Сентельяс — Пабліто, син Леонори
- Геннадій Абрамов — епізод
- Бахром Акрамов — епізод
- Маяк Керімов — епізод
- Алім Кулієв — вусатий чоловік
- Олександр Трофімов — акробат
- Шамсі Шамсізаде — епізод

## Знімальна група
- Режисер — Себастьян Аларкон
- Сценаристи — Олександр Адабаш'ян, Себастьян Аларкон
- Оператор — Анатолій Іванов
- Композитор — Віктор Бабушкін
- Художник — Ірина Шретер